# Kelvin Boateng
Kelvin Owusu Boateng (* 24. März 2000 in Accra) ist ein ghanaischer Fußballspieler.

## Karriere
Boateng begann seine Karriere in der Right to Dream Academy. Zur Saison 2018/19 wechselte er nach Portugal zu Desportivo Aves. Bei Aves spielte er zunächst noch in der Jugend, ehe er im Juni 2020 auch erstmals im Profikader stand. Sein Debüt in der Primeira Liga für Aves gab er dann im selben Monat gegen den Moreirense FC. Bis zum Ende der Saison 2019/20 kam er zu zwei Einsätzen im Oberhaus, aus dem er mit Aves zu Saisonende aber abstieg. Zur Saison 2020/21 wurde er dann an den FC Porto verliehen, für dessen Zweitmannschaft er spielen sollte. Während der Leihe kam er zu 22 Einsätzen in der Segunda Liga, in denen er viermal traf.
Zur Saison 2021/22 wechselte Boateng fest in die Slowakei zu Spartak Trnava. In seiner Debütsaison kam er zu 18 Einsätzen für Trnava in der Fortuna liga, in denen er viermal traf. Nach weiteren 16 Einsätzen bis zur Winterpause 2022/23 wurde er im Februar 2023 nach Tschechien an den Zweitligisten MFK Karviná verliehen. Für Karviná spielte er bis Saisonende achtmal in der FNL und stieg mit dem Klub in die Fortuna:Liga auf.
Zur Saison 2023/24 kehrte Boateng dann aber nicht mehr nach Trnava zurück, sondern wechselte zum österreichischen Zweitligisten First Vienna FC, bei dem er einen bis 2025 laufenden Vertrag erhielt. Für die Vienna kam er zu 43 Einsätzen in der 2. Liga, in denen er 21 Tore erzielte. Nach dem Ende seines Vertrags in Döbling wechselte der Stürmer zur Saison 2025/26 zum Bundesligisten FK Austria Wien, bei dem er einen bis 2029 laufenden Kontrakt erhielt.